# 东湖街道 (成都市)
东光街道，是中华人民共和国四川省成都市锦江区下辖的一个乡镇级行政单位。
2019年12月25日，成都市人民政府批复同意撤销莲新街道、龙舟路街道和东光街道，将原莲新街道和原龙舟路街道龙舟社区、莲桂西路社区所属行政区域划归牛市口街道管辖；设立东湖街道，将原东光街道和原龙舟路街道河滨社区、石牛堰社区所属行政区域划归东湖街道管辖。

## 行政区划
东光街道下辖以下地区：
东怡社区、新莲新社区、永兴社区、锦华社区和翡翠社区。